# Liste der Brücken über die Kleine Emme
Die Liste der Brücken über die Kleine Emme enthält die Übergänge der Kleinen Emme vom Zusammenfluss von Waldemme und Weissemme bei Schüpfheim bis zur Mündung in die Reuss beim Reusszopf in der Stadt Luzern.

## Brückenliste
43 Brücken führen über den Fluss: 25 Strassenbrücken, sieben Fussgängerbrücken, sieben Eisenbahnbrücken, zwei Wehrstege und zwei Rohrbrücken.

### Oberlauf
16 Brücken überspannen den Fluss zwischen Schüpfheim und Wolhusen.
| Bild | Name                                           | Ort                       | Lage               | Funktion                                                                          | Konstruktion    | Material    | Länge in m | Höhe m ü. M. | Bemerkungen |
| ---- | ---------------------------------------------- | ------------------------- | ------------------ | --------------------------------------------------------------------------------- | --------------- | ----------- | ---------- | ------------ | --- |
|      | Landbrücke («Landbrügg»)                       | Schüpfheim                | 46.94291 8.00654   | Strassenbrücke (zweispurig) mit Trottoirs und Fussgängerstreifen                  | Balkenbrücke    | Beton       | 40         | 729          | Höchstgeschwindigkeit 60 km/h PostAuto-Buslinie N66 (Wolhusen – Schüpfheim (– Schangnau) (Nachtstern-Linie)) Veloland-Route 4 Alpenpanorama-Route (Etappe 9 Variante Sörenberg–Escholzmatt–Schangnau) und Route 24 Emmental-Entlebuch (Etappe 3 Escholzmatt–Luzern) Schüpfheimer Panoramatour Mountainbike Veloweg |
|      | Unbenannte Brücke                              | Schüpfheim                | 46.95388 8.01706   | Strassenbrücke (zweispurig) mit Trottoirs und Rohrleitung unterhalb der Fahrbahn  | Balkenbrücke    | Beton       | 32         | 715          | Höchstgeschwindigkeit 50 km/h Veloland-Route 24 Emmental-Entlebuch (Etappe 3 Escholzmatt–Luzern) |
|      | Zinggen-Brücke («Zinggebrügg»)                 | Hasle                     | 46.97132 8.03852   | Strassenbrücke (einspurig)                                                        | Gedeckte Brücke | Holz Stahl  | 21         | 693          | Gedeckte Holzbrücke, gebaut 1987 von der Zinggen-Brückengenossenschaft, ersetzte Brücke von 1860 Höchstgewicht 36 t, Höchstbreite 3,25 m |
|      | Bahnhofstrasse-Brücke                          | Hasle                     | 46.98097 8.0454    | Strassenbrücke (einspurig)                                                        | Bogenbrücke     | Beton       | 36         | 687          | Erhaltenswerte Dreigelenkbogen-Betonbrücke, gebaut um 1940 Höchstgeschwindigkeit 80 km/h PostAuto-Buslinie 234 (Schüpfheim – Hasle – Bramboden) Wanderland-Route 527 Emmenuferweg (Etappe 2 Schüpfheim–Wolhusen) Veloland-Route 73 Wiggertal–Glaubenberg (Etappe 2 Wolhusen (Werthenstein)–Sarnen) |
|      | Grabenbrücke                                   | Hasle                     | 46.98313 8.04742   | Strassenbrücke, dient heute vor allem Fussgängern                                 | Gedeckte Brücke | Holz        | 18         | 683          | Schützenswerte gedeckte Holzbrücke, gebaut um 1782, 1976 wurden Schindeldach und Widerlager erneuert Das denkmalgeschützte Bauwerk ist eine der ältesten noch im Original erhaltenen Holzbrücken im Entlebuch. Allgemeines Fahrverbot Höchstgewicht 0,5 t Wanderland-Route 527 Emmenuferweg (Etappe 2 Schüpfheim–Wolhusen)                                                                                                |
|      | Obflüebrücke                                   | Hasle                     | 46.99273 8.058     | Strassenbrücke (ehemalig)                                                         | Gedeckte Brücke | Holz        | 32         | 674          | Gedeckte Holzbrücke, gebaut 1854–1856, 2004 zerlegt, restauriert und im Gebiet Farbschachen wieder aufgestellt. Das Bauwerk ist denkmalgeschützt. |
|      | Neue Obflüebrücke (Bahnhofstrasse)             | Hasle                     | 46.99283 8.05795   | Strassenbrücke (zweispurig)                                                       | Balkenbrücke    | Beton       | 80         | 673          | Gebaut 2003/04 Höchstgeschwindigkeit 80 km/h Wanderland-Route 399 Herzschlaufe Napf (Etappe 2 Langnau–Entlebuch und Etappe 3 Entlebuch–Willisau) |
|      | Kapellbodenbrücke                              | Doppleschwand – Entlebuch | 47.03011 8.06709   | Strassenbrücke (zweispurig) mit Trottoirs 35                                      | Bogenbrücke     | Beton       | 44         | 596          | Betonbogenbrücke, gebaut 1951, ersetzte Holzbrücke von 1888 Höchstgeschwindigkeit 80 km/h PostAuto-Buslinie 221 (Wolhusen – Romoos – Holzwäge (Napf – Romooser-Linie)) Veloland-Route 24 Emmental-Entlebuch (Etappe 3 Escholzmatt–Luzern) Wanderland-Route 527 Emmenuferweg (Etappe 2 Schüpfheim–Wolhusen) Das Bauwerk befindet sich im national geschützten Auengebiet Ämmenmatt und im Amphibienlaichgebiet Chalchloch. |
|      | Klungelisei-Brücke                             | Wolhusen – Werthenstein   | 47.03585 8.06815   | Strassenbrücke (einspurig)                                                        | Balkenbrücke    | Beton       | 32         | 594          | Sackgasse: Privatstrasse Die hydrometrische Messstation Kleine Emme – Werthenstein, Chappelboden (2487) vom Bundesamt für Umwelt (BAFU) befindet sich 100 m flussaufwärts auf der rechten Flussseite. |
|      | Mäderslehnbrücke                               | Wolhusen – Werthenstein   | 47.04419 8.068     | Fussgängerbrücke mit beidseitigen Metallpoller                                    | Bogenbrücke     | Beton Stahl | 28         | 587          | Schützenswerte Eisenbetonbrücke mit ästhetisch interessanter Gestaltung, gebaut 1912 Die Mäderslehnbrücke ist als die älteste Eisenbetonbrücke der frühen Moderne in der Zentralschweiz ein bedeutender Zeuge der Ingenieurbaugeschichte und damit in hohem Mass schutzwürdig. Höchstgewicht 15 t Wanderland-Route 527 Emmenuferweg (Etappe 2 Schüpfheim–Wolhusen)                                                        |
|      | Steinhusen-Brücke (Mäderslehn)                 | Wolhusen – Werthenstein   | 47.04429 8.0679    | Strassenbrücke (zweispurig)                                                       | Balkenbrücke    | Beton       | 32         | 587          | Gebaut 2005 |
|      | Badbrücke                                      | Wolhusen – Werthenstein   | 47.04729 8.06646   | Strassenbrücke (einspurig)                                                        | Gedeckte Brücke | Holz        | 32         | 581          | Gedeckte Holzbrücke, gebaut 2007, ersetzte die vom Hochwasser 2005 beschädigte alte Badbrücke Höchstgewicht 10 t, Höchsthöhe 3,2 m |
|      | Kraftwerk Geistlich-Wehrsteg (Oberwasserkanal) | Wolhusen – Werthenstein   | 47.053289 8.068679 | Wehrsteg (privat)                                                                 | Balkenbrücke    | Stahl       | 12         | 573          | Gebaut 2003 |
|      | Unbenannte Brücke                              | Wolhusen – Werthenstein   | 47.05577 8.06902   | Strassenbrücke (zweispurig) mit Trottoir und Rohrleitungen unterhalb der Fahrbahn | Balkenbrücke    | Beton       | 30         | 572          | Gebaut 1991, ersetzte Fussgängersteg von 1926 Höchstgeschwindigkeit 50 km/h Zufahrt zum Kommetsrüti-Areal |
|      | Marktbrücke (Entlebucherstrasse)               | Wolhusen – Werthenstein   | 47.05783 8.0705    | Strassenbrücke (zweispurig) mit Trottoirs und Velostreifenmarkierung              | Balkenbrücke    | Beton       | 32         | 571          | Gebaut 1976, ersetzte Brücke von 1922 Höchstgeschwindigkeit 50 km/h PostAuto-Buslinien 221 (Wolhusen – Romoos – Holzwäge (Napf – Romooser-Linie)), 231 (Entlebuch – Ebnet – Wolhusen) und N66 (Wolhusen – Schüpfheim (– Schangnau) (Nachtstern-Linie)) Veloland-Route 24 Emmental-Entlebuch (Etappe 3 Escholzmatt–Luzern) Wanderland-Route 527 Emmenuferweg (Etappe 2 Schüpfheim–Wolhusen)                                |
|      | SBB-Brücke                                     | Wolhusen – Werthenstein   | 47.05682 8.07404   | Eisenbahnbrücke (eingleisig)                                                      | Fachwerkbrücke  | Stahl       | 48         | 570          | Erhaltenswerte genietete, vierseitig geschlossene Eisenfachwerkbrücke, gebaut 1893, saniert 2012 Die Eisenbahnbrücke von 1875 wurde 1893 neu erbaut wegen des Einsturzes der Eisenbahnbrücke von Münchenstein 1891. Höchstgeschwindigkeit 80 km/h Bahnstrecke Bern–Luzern, Strecke seit 2010 von BLS betrieben |

### Unterlauf
11 Brücken überspannen den Fluss zwischen Werthenstein und Malters.
| Bild | Name                                      | Ort                             | Lage               | Funktion                                                                  | Konstruktion    | Material    | Länge in m | Höhe m ü. M. | Bemerkungen |
| ---- | ----------------------------------------- | ------------------------------- | ------------------ | ------------------------------------------------------------------------- | --------------- | ----------- | ---------- | ------------ | --- |
|      | Blindeistrasse-Brücke                     | Ruswil – Werthenstein           | 47.05367 8.09048   | Strassenbrücke (zweispurig)                                               | Balkenbrücke    | Beton       | 36         | 555          | Zufahrt zur Kläranlage Blindei, Schiessanlage und Fussballplatz |
|      | Unbenannter Steg                          | Ruswil – Werthenstein           | 47.053689 8.092725 | Fussgängerbrücke (nicht mehr begehbar)                                    | Balkenbrücke    | Beton       | 32         | 551          | Auf der südlichen Seite ist der Steg durch einen Metallzaun abgesperrt, wobei auf der nördlichen Seite der Zugang durch ein Eisentor verhindert wird. |
|      | Werthensteinbrücke (Dorfbrücke)           | Werthenstein                    | 47.05557 8.10266   | Strassenbrücke (einspurig) mit abgetrenntem Trottoir                      | Gedeckte Brücke | Holz        | 40         | 550          | Schützenswerte gedeckte Holzbrücke, gebaut 1774/75, renoviert 1797 und 1928, 1983 wurde an der Südseite ein Fussgängersteg angebaut Das Bauwerk ist denkmalgeschützt. Höchstgeschwindigkeit 30 km/h, Höchstgewicht 8 t, Höchsthöhe 3,2 m Wanderland-Route 3 Alpenpanorama-Weg (Etappe 13 Malters–Wolhusen), Route 4 ViaJacobi (Etappe 25 Luzern–Werthenstein) und Route 527 Emmenuferweg (Etappe 3 Wolhusen–Emmenbrücke) |
|      | Eisenbahnbrücke Rütmatt                   | Ruswil – Werthenstein           | 47.05 8.11016      | Eisenbahnbrücke (eingleisig)                                              | Fachwerkbrücke  | Stahl       | 45         | 541          | Erhaltenswerte Stahl-Fachwerkbrücke, gebaut 1924, ersetzte Brücke von 1875 Höchstgeschwindigkeit 100 km/h Bahnstrecke Bern–Luzern, Strecke seit 2010 von BLS betrieben |
|      | Langnauerbrücke                           | Ruswil – Werthenstein-Schachen  | 47.04479 8.120721  | Strassenbrücke (zweispurig) mit Trottoir 33                               | Balkenbrücke    | Beton       | 64         | 533          | Gebaut 2015/16, ersetzte Eisenbeton-Bogenbrücke von 1908, die einige Meter flussaufwärts stand Höchstgeschwindigkeit 80 km/h ARAG-Buslinie 212 (Wolhusen – Malters) und VBL-Busline N6 (Menznau – Wolhusen – Reussbühl – Luzern (Nachtbus)) Veloland-Route 24 Emmental-Entlebuch (Etappe 3 Escholzmatt–Luzern) und Route 73 Wiggertal–Glaubenberg, Etappe 2 Wolhusen (Werthenstein)–Sarnen                               |
|      | Schachenweid-Brücke                       | Malters – Werthenstein-Schachen | 47.03978 8.14745   | Fussgängerbrücke mit Rohrleitung an der Brückenseite                      | Fachwerkbrücke  | Stahl       | 44         | 516          | Renoviert 2017 |
|      | Ennigerbrücke                             | Malters                         | 47.03803 8.15676   | Strassenbrücke (einspurig)                                                | Gedeckte Brücke | Holz Stahl  | 42         | 508          | Gedeckte Warren-Fachwerk-Holzbrücke, gebaut 2010, ersetzte Holzbrücke von 1904, die beim Hochwasser 2005 zerstört wurde. Wanderweg |
|      | Kraftwerk Ettisbühl-Brücke (Ausleitkanal) | Malters                         | 47.03746 8.16511   | Fussgängerbrücke                                                          | Balkenbrücke    | Beton       | 20         | 504          | Wanderland-Route 3 Alpenpanorama-Weg (Etappe 13 Malters–Wolhusen), Route 4 ViaJacobi (Etappe 25 Luzern–Werthenstein) und Route 527 Emmenuferweg (Etappe 3 Wolhusen–Emmenbrücke) |
|      | Kraftwerk Ettisbühl-Wehrsteg              | Malters                         | 47.03826 8.16488   | Wehrsteg (privat)                                                         | Balkenbrücke    | Stahl       | 8          | 503          | Das Kleinwasserkraftwerk, gebaut 2009–2011, erzeugt jährlich Energie für rund 1'000 Haushalte. |
|      | Hellbühlerbrücke                          | Malters                         | 47.04289 8.18405   | Strassenbrücke (zweispurig) mit Trottoirs für Fussgänger und Velofahrer   | Balkenbrücke    | Beton       | 90         | 493          | Höchstgeschwindigkeit 50 km/h Rad- und Fussweg mit getrennten Verkehrsflächen VBL-Busline N6 (Menznau – Wolhusen – Reussbühl – Luzern (Nachtbus)) Wanderweg |
|      | Blattenbrücke                             | Malters                         | 47.04486 8.2203    | Strassenbrücke (zweispurig) mit Trottoirs für Fussgänger und Velofahrer 4 | Hängewerkbrücke | Beton Stahl | 62         | 475          | Schiefwinklige Hängesprengwerkbrücke, gebaut 2011/12, ersetzte alte Brücke, die Ende 2010 abgebrochen wurde Höchstgeschwindigkeit 80 km/h Veloland-Route 24 Emmental-Entlebuch (Etappe 3 Escholzmatt–Luzern) |

### Stadt Luzern
16 Brücken überspannen den Fluss in Luzern.
| Bild | Name                                | Ort                            | Lage               | Funktion | Konstruktion    | Material    | Länge in m | Höhe m ü. M. | Bemerkungen |
| ---- | ----------------------------------- | ------------------------------ | ------------------ | --- | --------------- | ----------- | ---------- | ------------ | --- |
|      | Thorenbergbrücke                    | Luzern-Littau                  | 47.05337 8.25373   | Strassenbrücke (zweispurig) mit Trottoirs und Velostreifenmarkierung                                                                | Balkenbrücke    | Beton       | 50         | 456          | Erhaltenswerte innovative Betonbalkenbrücke mit geringer Scheitelhöhe, gebaut 1959, ersetzte Eisengitterbrücke Höchstgeschwindigkeit 50 km/h VBL-Busline N6 (Menznau – Wolhusen – Reussbühl – Luzern (Nachtbus)) Veloland-Route 24 Emmental-Entlebuch (Etappe 3 Escholzmatt–Luzern) Die schützenswerte Hahn-Skulptur «Der Wächter», gebaut 1961–1963, befindet sich auf der südöstlichen Seite der Brücke. Die von beiden Seiten weithin sichtbare Plastik wurde zum Symbol des modernen Littau. |
|      | Steeltec-Eisenbahnbrücke            | Emmenbrücke – Luzern-Littau    | 47.0673 8.26545    | Eisenbahnbrücke (eingleisig) mit abgetrenntem Velo- und Fussweg                                                                     | Bogenbrücke     | Stahl       | 60         | 446          | |
|      | Steeltec-Werkleitungsbrücke         | Emmenbrücke – Luzern-Littau    | 47.068498 8.266851 | Rohrleitungsbrücke | Fachwerkbrücke  | Stahl       | 40         | 445          | |
|      | Emmenweid-Brücke (Emmenweidstrasse) | Emmenbrücke – Luzern-Littau    | 47.06935 8.26783   | Strassenbrücke (einspurig) mit Bahngleis und Fuss- und Veloweg                                                                      | Bogenbrücke     | Beton       | 55         | 444          | Schützenswerte Betonbogenbrücke, gebaut 1943 Allgemeines Fahrverbot: Zubringerdienst zum Swiss Steel Werkareal gestattet Wanderland-Route 527 Emmenuferweg (Etappe 3 Wolhusen–Emmenbrücke) |
|      | Steeltec-Werkbrücke                 | Emmenbrücke – Luzern-Littau    | 47.070322 8.268984 | Rohrleitungsbrücke mit obenliegendem Werksteg                                                                                       | Fachwerkbrücke  | Stahl       | 45         | 442          | |
|      | Viscose-Steg                        | Emmenbrücke – Luzern-Littau    | 47.07174 8.27546   | Fussgänger- und Velobrücke mit Rampenanlagen                                                                                        | Trogbrücke      | Stahl       | 41         | 441          | Nachahmenswertes Public-private-Partnership Brückenprojekt, realisiert 2007, ersetzte alten Steg, der 2005 dem Hochwasser 2005 zum Opfer fiel. Die hydrometrische Messstation Kleine Emme – Emmen (2634) vom Bundesamt für Umwelt (BAFU) befindet sich 160 m flussabwärts auf der linken Flussseite. |
|      | Obere Zollhausbrücke                | Emmenbrücke – Luzern-Reussbühl | 47.06807 8.28017   | Strassenbrücke (dreispurig) für den motorisierten Individualverkehr mit Trottoirs, Veloweg und Werkleitungen unterhalb der Fahrbahn | Balkenbrücke    | Beton Stahl | 45         | 437          | Einfeldrige Stahlbeton-Rahmenbrücke, gebaut 2017 Einbahnstrasse: Fahrtrichtung Süd Höchstgeschwindigkeit 50 km/h |
|      | Emmenbrücke Brückenkopf             | Luzern-Reussbühl               | 47.06768 8.280382  | Brückenportal (rechtsseitige Eingangspforte) der ehemaligen Emmenbaumbrücke beim Zollhaus                                           | Gedeckte Brücke | Holz        |            | 436          | Gedeckte Holzbrücke, gebaut 1783–1785, abgebrochen 1902 Das Brückenportal stand von 1902 bis 1959 im Park des Landesmuseums in Zürich, der denkmalgeschützte Brückenkopf ist seit Oktober 2017 auf der Reussbühl-Seite der Kleinen Emme zwischen den Zollhausbrücken wieder aufgestellt. Das reich verzierte schützenswerte Portal erinnert an die bedeutende Brücke über die Kleine Emme, die 1902 abgebrochen wurde.                                                                           |
|      | Untere Zollhausbrücke               | Emmenbrücke – Luzern-Reussbühl | 47.06771 8.28092   | Strassenbrücke (zweispurig) mit Trottoirs, Veloweg und Werkleitungen unterhalb der Fahrbahn                                         | Balkenbrücke    | Beton Stahl | 45         | 435          | Einfeldrige Stahlbeton-Rahmenbrücke, gebaut 2016 Für öffentlichen Verkehr (Busse) sowie Velo- und Fussverkehr reserviert VBL-Trolleybuslinen 2 und 5 , AAGR-Buslinien 40, 41, 42, 43 und 46, sowie Nachtbuslinien N2 (VBL), N9 (ZVB) und N72 (Postauto) Gesperrt für den motorisierten Individualverkehr |
|      | Reussbühlbrücke                     | Emmenbrücke – Luzern-Reussbühl | 47.06689 8.28387   | Strassenbrücke (vierspurig) für den motorisierten Individualverkehr                                                                 | Balkenbrücke    | Beton Stahl | 74         | 434          | Zweifeldrige Stahlbeton-Rahmenbrücke, gebaut 2014/15 Einbahnstrasse: Fahrtrichtung Nord Höchstgeschwindigkeit 50 km/h |
|      | SBB-Brücken Reusszopf Nord          | Emmenbrücke – Luzern-Reussbühl | 47.06701 8.2844    | Eisenbahnbrücken (zwei separate Brücken, beide eingleisig)                                                                          | Fachwerkbrücke  | Stahl       | 41         | 434          | Erste parallelgurtige Stahl-Fachwerkträgerbrücke, gebaut 1922, ersetzte Brücke von 1859 Zweite parallelgurtige Stahl-Fachwerkträgerbrücke, gebaut 1939 Höchstgeschwindigkeit 85 km/h Bahnstrecke Olten–Luzern |
|      | SBB-Brücken Reusszopf Süd           | Luzern-Reussbühl               | 47.06663 8.28438   | Eisenbahnbrücken (zwei separate Brücken, beide eingleisig)                                                                          | Fachwerkbrücke  | Stahl       | 41         | 434          | Strebenfachwerk-Stahlverbundbrücken, gebaut 2013/14 Die neuen Brücken wurden jeweils neben dem Gleis gebaut und im April 2014 seitlich eingeschoben. Höchstgeschwindigkeit 85 km/h Bahnstrecke Olten–Luzern |
|      | Reusszopfbrücke Nord                | Emmenbrücke – Luzern-Reussbühl | 47.06702 8.28494   | Fussgänger- und Velobrücke | Balkenbrücke    | Beton Stahl | 46         | 434          | Einfeldrige Rahmenbrücke aus Stahlbeton, gebaut 2014 Skating- und Wanderweg |
|      | Reusszopfbrücke Süd                 | Luzern-Reussbühl               | 47.06655 8.28492   | Fussgänger- und Velobrücke | Balkenbrücke    | Beton Stahl | 36         | 434          | Einfeldrige Rahmenbrücke aus Stahlbeton, gebaut 2014 Skating- und Wanderweg |
|      | Ibachbrücke (Reusseggstrasse)       | Emmenbrücke – Luzern-Ibach     | 47.06707 8.28618   | Strassenbrücke (zweispurig) mit Trottoir                                                                                            | Balkenbrücke    | Beton       | 250        | 434          | Höchstgeschwindigkeit 60 km/h |